# Anasuya Shankar
Anasuya Shankar (en canarés: ಅನಸೂಯಾ ಶಂಕರ; 1928 – 1963), más conocida como Triveni (en canarés: ತ್ರಿವೇಣಿ), fue una escritora y novelista proveniente de la India. Algunas de sus novelas han sido llevadas al cine. Belli Moda (1967) y Sharapanjara (1971) fueron dirigidas por Puttanna Kanagal y contaron con la participación de la actriz Kalpana Ranjani. La novela Avala Mane ganó el premio Karnataka Sahitya en 1960.

## Biografía
Anasuya Shankar nació el 1 de septiembre de 1928 en Mandya, hija de B. M. Krishnaswamy y Thangamma. Obtuvo un título en bellas artes en la Escuela Maharani en Mysore. Luego se casó con S. N. Shankar, profesor de inglés.

### Carrera
Triveni publicó su primera novela, Apasvara en 1953. A partir de ese momento publicó 20 novelas y 3 colecciones de relatos cortos. Sus textos contenían temáticas basadas en las frustraciones de la mujer india a mediados del siglo XX y fueron escritos en lenguaje Kannada.

### Novelas
- Vava
- Apaswara
- Sotu Geddavalu
- Bekkina Kannu
- Modala Hejje
- Keelu Gombe
- Apajaya
- Kankana
- Mucchida Bagilu
- Baanu Belagitu
- Mukti
- Hrudaya Gita
- Avala Mane
- Tavareya Kola
- Vasantagaana
- Kashi yatre
- Sharapanjara
- Hannele Chiguridaga
- Avala Magalu
- Belli Moda
- Doorada Betta

### Colecciones de relatos cortos
- Hendatiya Hesaru
- Yeradu Manasu
- Samasyeya Magu

### Novelas llevadas al cine
- Sharapanjara
- Hoovu Hannu
- Kankana
- Hannele Chiguridaga
- Belli moda
- Mukti